# Wish You Were Here (chanson d'Incubus)
Pour les articles homonymes, voir Wish You Were Here.
Singles de Incubus
Drive
(2001) Warning
(2002)
Wish You Were Here est le premier single extrait de l'album "Morning View", quatrième opus du groupe américain Incubus. Dans la lignée des singles du précédent album (le très révélateur Make Yourself), ce single reçut un bon accueil de la part de la critique et des fans, atteignant entre autres la seconde place du "Modern Rock Tracks", et la quatrième du "Mainstream Rock Tracks".
À la demande d'un journaliste de MTV qui trouvait les paroles plus personnelles, Brandon Boyd expliqua que « la chanson n'était pas à propos d'une personne en particulier. C'était moi en train de faire état d'un moment de ma vie, et de mon expérience avec [ce groupe] alors que nous enregistrions ce morceau. À ce moment, j'aurais aimé pouvoir simplement dire à quelqu'un "Je t'aime vraiment mec". J'avais cette envie d'avoir quelqu'un avec qui partager ce moment ».

## Pistes
| 1. | Wish You Were Here                | 3:36 |
| 2. | Mexico (version live)             |      |
| 3. | Drive (version live)              |      |
| 4. | The Warmth (version live)         |      |
| 5. | Wish You Were Here (version live) |      |

| 1. | Wish You Were Here        | 3:36 |
| 2. | Mexico (version live)     |      |
| 3. | Drive (version live)      |      |
| 4. | The Warmth (version live) |      |

| 1. | Wish You Were Here                    | 3:36 |
| 2. | New Skin                              | 3:51 |
| 3. | Drive (version orchestrale)           |      |
| 4. | Wish You Were Here (vidéo officielle) |      |

| 1. | Wish You Were Here (version live des 'Morning View Sessions') |      |
| 2. | Wish You Were Here                                            | 3:36 |
| 3. | A Certain Shade of Green                                      | 3:11 |

La dernière partie de ce DVD contenait quatre vidéos extraites des 'Morning View Sessions'.